# Christa Winsloe
Christa Winsloe (Darmstadt, 23 dicembre 1888 – Cluny, 10 giugno 1944) è stata una romanziera, drammaturga e scultrice ungherese.
Si trasferì a Vienna negli anni 1920 e negli anni 1930 vi ottenne il successo grazie all'opera teatrale Ieri e oggi che tratta dell'erotopedagogia. Sull'onda dell'accoglienza all'opera si trasferì nella Berlino di Weimar, dove prosperava la cultura lesbica.
Christa era benestante, grazie ad un matrimonio in giovane età, che durò solo poche settimane e a un marito che le riconobbe una generosa indennità. Lavorò come scultrice di animali e si costruì un ampio circolo d'amici.
Fu iscritta alla SPD (il Partito Socialdemocratico Tedesco) e fu apertamente lesbica.
Nel 1933, iniziò una storia d'amore con la giornalista statunitense Dorothy Thompson, tra le prime donne ad intervistare Adolf Hitler e a mettere in guardia, inutilmente, contro i pericoli legati all'ascesa del nazionalsocialismo in Germania. La Winsloe seguì l'amata negli Stati Uniti ma rientrò in Europa nel 1935, dopo che la Thompson l'aveva abbandonata, scegliendo il matrimonio con il Premio Nobel per la letteratura Sinclair Lewis.
La Winsloe si spostò in Francia alla fine degli anni 1930, fuggendo dal nazismo, e si unì in seguito alla resistenza francese. Nell'ottobre 1939 a Nizza conobbe la scrittrice svizzera Simone Gentet, più giovane di dieci anni, che divenne la sua nuova compagna.
Nel febbraio 1944 la Winsloe e la Gentet abbandonarono la Costa Azzurra, con l'idea di raggiungere l'Ungheria, dove risiedeva la sorella della Winsloe. Il 10 giugno 1944 vennero sorprese da quattro uomini francesi in una foresta nei pressi di Cluny che le uccisero a colpi di arma da fuoco.
La dinamica dell'incidente rimane oscura: Lambert, il capo del commando che le uccise, disse successivamente di averle uccise per ordine della resistenza francese in quanto spie per conto dei tedeschi. D'altra parte la Winsloe era ben conosciuta per i propri sentimenti antinazisti. Nel 1948 Lambert ed i suoi tre complici, pur riconosciuti "criminali comuni", vennero prosciolti dall'accusa di omicidio per mancanza di prove.
Solo due sue fotografie sono sopravvissute fino ai giorni nostri.
Il suo romanzo La ragazza Manuela fu la base di un'opera teatrale e di un film, Ragazze in uniforme (1931), del quale fu sceneggiatrice. Il film ebbe un remake nel 1958.